# لمورها
لمورها (انگلیسی: Lemures) در دین در روم باستان و آیین رومی سایه یا ارواح مردگان بی‌قرار یا بدخیم بودند که آزاردهنده یا ترسناک هستند. لمور به عنوان یک اصطلاح ادبی به‌طور نادر در آثار شاعرانی مانند هوراس و اووید، دومی در فاستی (شعر)، و همچنین تقویم شش کتابی (گاه‌شماری رومی) در جشن‌های رومی و دین در روم باستان استفاده شده‌است.
در روم باستان لمورها (تلفظ Leh-mur-ays) مردگان مضطرب یا خشمگین یا بدجنس بودند. امروزه یک لمور به عنوان یک روح خبیث شناخته می‌شود، یک روح خشمگین که خانه را تا زمانی که نیازهای آن برطرف شود یا توسط برخی از مقامات معنوی جن‌گیری شود، مختل می‌کند. این ارواح در مجموع یال بودند - ارواح الهی کسانی که زمانی زندگی کرده بودند - اما کسانی بودند که به دلایلی در زندگی پس از مرگ ناراضی بودند. متداول‌ترین دلیل بازگشت روح به عنوان یک لمور، رعایت نادرست مراسم تشییع جنازه یا تدفین یا عدم رعایت خواسته‌های متوفی است که در وصیت نامه آنها ذکر شده‌است. با این حال، یک یال نیز می‌تواند به عنوان یک لمور برگردد، اگر احساس کنند که به درستی مورد احترام و یاد خانواده قرار نمی‌گیرند. اگر هدایا و دعاهای مناسبی برای رضایت آنها انجام نمی‌شد، یک لمور، والدین یا یال جمعی می‌توانستند به لمور تبدیل شوند. اووید شاعر رومی (۴۳ پیش از میلاد تا ۱۷ پس از میلاد)، در اثر خود Fasti، کتاب پنجم (۸ پس از میلاد)، توضیح می‌دهد که چگونه لمورها در رم هرج و مرج ایجاد کردند، زمانی که مردم فراموش کردند از طریق جشنواره لموریا به آنها احترام بگذارند. لموریا در ۹، ۱۱ و ۱۳ مه برگزار شد و بعداً به روز همه مقدسین در کلیسا تبدیل شد و به احترام مردگان مقدس، قبل از اینکه به ۱ نوامبر در قرن ۹ پس از میلاد منتقل شود، تبدیل شد.